# جودي غولد
جودي غولد (بالإنجليزية: Judy Gold)‏ هي ممثلة و كوميدية ستاند أب أمريكية ولدت في يوم 15 نوفمبر 1962 في مدينة نيوآرك، نيوجيرسي في الولايات المتحدة، تقدم برنامج ذا روسي أودونيل شو ومثلت في عدة مسلسلات.

## روابط خارجية
- جودي غولد على موقع IMDb (الإنجليزية)
- جودي غولد على موقع ألو سيني (الفرنسية)
- جودي غولد على موقع ميوزك برينز (الإنجليزية)
- جودي غولد على موقع أول موفي (الإنجليزية)
- جودي غولد على موقع قاعدة بيانات برودواي على الإنترنت (الإنجليزية)
- جودي غولد على موقع إن إن دي بي (الإنجليزية)
- جودي غولد على موقع قاعدة بيانات الفيلم (الإنجليزية)
- جودي غولد على موقع كينوبويسك (الروسية)